# Хокинс, Барри
Ба́рри Хо́кинс (англ. Barry Hawkins) — английский профессиональный игрок в снукер. Неоднократный победитель и финалист рейтинговых турниров. Финалист чемпионата мира 2013 года.

## Карьера
Барри Хокинс стал профессионалом в 1996 году.
В сезоне 2004/05 он впервые выходит в 1/4 финала рейтингового турнира — (чемпионата Уэльса). В том же сезоне он несколько раз был участником 1/8 финала и в итоге впервые занял место в Топ-32.
В 2005 году Хокинс делает на то время высший для себя брейк на турнире Гран-при (145 очков), а затем доходит до полуфинала. В том же сезоне, но уже в 2006, он снова достигает этой стадии, на этот раз на чемпионате Уэльса. На заключительном же соревновании, чемпионате мира, он впервые выходит в 1/16 финала, выиграв в квалификации у Дин Цзюньхуэя. По итогам того сезона он занял высшее для себя место, 12-е.
Сезон 2006/07 англичанин провёл не лучшим образом. Лишь в самом конце, на China Open 2007, он вышел в полуфинал, а на очередном чемпионате мира в первом же матче уступил Фергалу О’Брайену, из-за чего потерял место в Топ-16.
В 2007 году он выиграл квалификационный турнир на Мастерс, победив в финале норвежца Курта Мэфлина. Кроме того, он достиг 1/8 финала Гран-при, чемпионата Великобритании и China Open. На чемпионате мира 2008 года он в 1/16 финала проиграл будущему финалисту, Алистеру Картеру, со счётом 9:10 после лидерства 9:6. На сезон 2008/09 Хокинс занял 26 место.
В сезоне 2008/09 Хокинс вышел в четвертьфинал турнира Трофей Северной Ирландии, уступив лишь Ронни О'Салливану. В 2010 он выиграл 5-й этап турнира Pro Challenge Series, победив в финале Майкла Холта со счётом 5:1.
В сезоне 2010/11 на 3-м этапе серии РТС в последнем фрейме матча с Джейми Макгурэном Хокинс сделал свой первый официальный максимум. На чемпионате мира 2011 года Барри вышел в 1/8 финала — лучший для себя результат в Крусибле. Но он не сумел возвратиться в Топ-16, заняв по итогам сезона 22 место в рейтинге.
Первый серьёзный успех пришёл к Барри в июле 2012 года с победой на Australian Open 2012. На своем пути он сломил сопротивление Сяо Годуна, Мэттью Стивенса, Мэттью Селта, набравшего отличную форму Марка Дэвиса и в финале — Питера Эбдона с удивительно крупным счетом — 9:3. За победу Барри получил 70 тысяч австралийских долларов и 5000 рейтинговых очков.
Хокинс иногда играет спарринг-матчи с другим профессиональным снукеристом — Мэттью Дэем.

## Стиль игры
Хотя Барри Хокинс правша, в снукер он почти всегда играет левой рукой. Также он хорошо играет с реста.

## Достижения в карьере
| Год  | Турнир                           |                                                        | Соперник в финале                           | Счет  | Статус           |
| 2006 | Fürth German Open                | Финалист                                               | Michael Holt                                | 2-4   |                  |
| 2007 | Masters Qualifying Tournament    | Чемпион                                                | Kurt Maflin                                 | 6-4   |                  |
| 2007 | Kilkenny Irish Masters           | Финалист                                               | Ronnie O'Sullivan                           | 1-9   |                  |
| 2008 | Hamm Invitational Trophy         | Финалист                                               | Ronnie O'Sullivan                           | 2-6   |                  |
| 2009 | Six-red World Grand Prix         | Финалист                                               | Jimmy White                                 | 6-8   |                  |
| 2010 | Pro Challenge Series – Event 5   | Чемпион                                                | Michael Holt                                | 5-1   |                  |
| 2012 | Australian Goldfields Open       | Чемпион                                                | Peter Ebdon                                 | 9-3   | Рейтинговый      |
| 2012 | Snooker Shoot Out                | Чемпион                                                | Graeme Dott                                 | 1-0   |                  |
| 2013 | Pink Ribbon                      | Финалист                                               | Joe Perry                                   | 3-4   |                  |
| 2013 | Чемпионат Мира                   | Финалист                                               | Ronnie O'Sullivan                           | 12-18 | Рейтинговый      |
| 2014 | Players Tour Championship Finals | Чемпион                                                | Gerard Greene                               | 4-0   | Рейтинговый      |
| 2015 | Riga Open                        | Чемпион                                                | Tom Ford                                    | 4-1   | Низкорейтинговый |
| 2016 | Мастерс                          | Финалист                                               | Ronnie O'Sullivan                           | 1-10  |                  |
| 2016 | Northern Ireland Open            | Финалист                                               | Mark King                                   | 8-9   | Рейтинговый      |
| 2017 | World Cup                        | Финалист в команде с Judd Trump                        | Ding Junhui - Liang Wenbo                   | 3-4   | Командный        |
| 2017 | World Grand Prix                 | Чемпион                                                | Ryan Day                                    | 10-7  | Рейтинговый      |
| 2018 | Welsh Open                       | Финалист                                               | John Higgins                                | 7-9   |                  |
| 2018 | China Open                       | Финалист                                               | Mark Selby                                  | 3-11  | Рейтинговый      |
| 2018 | Shanghai Masters                 | Финалист                                               | Ronnie O'Sullivan                           | 9-11  |                  |
| 2018 | Macau Masters                    | Чемпион                                                | Mark Williams                               | 3-2   |                  |
| 2018 | Macau Masters                    | Чемпион в команде с Ryan Day Zhao Xintong Zhou Yuelong | Mark Williams Joe Perry Marco Fu Zhang Anda | 5-1   | Командный        |
| 2019 | Paul Hunter Classic              | Чемпион                                                | Kyren Wilson                                | 4-3   |                  |
| 2022 | Players Championship             | Финалист                                               | Neil Robertson                              | 5-10  | Рейтинговый      |
| 2022 | European Masters                 | Финалист                                               | Kyren Wilson                                | 3-9   | Рейтинговый      |
| 2022 | Мастерс                          | Финалист                                               | Neil Robertson                              | 4-10  |                  |
| 2023 | European Masters                 | Чемпион                                                | Judd Trump                                  | 9-6   | Рейтинговый      |